# Роллина, Морис
Мори́с Роллина́ (фр. Maurice Rollinat; 29 декабря 1846, Шатору, Франция — 26 октября 1903, Иври-сюр-Сен, Франция) — французский поэт.

## Биография

### Ранние годы
Морис Роллина родился в 1846 году в городе Шатору, в провинции Берри, в средней полосе Франции. Его отец — Франсуа Роллина, с 1848 года депутат Национальной Ассамблеи от департамента Эндр, — был хорошим другом знаменитой Жорж Санд, творчество которой сильно повлияло на молодого Роллина.
Морис с раннего детства проявил способности к музыке, безостановочно играя на огромном рояле в доме отца. К началу 1870-х годов относятся первые литературные опыты Роллина, а в 1877 году он закончил работу над первым сборником стихотворений «На вересковых пустошах» («Dans les brandes», 1877), в котором пытался полностью подражать стилю Санд. Морис прочёл ей свои стихи, и Санд убедила его попытать счастье на литературном поприще в Париже. До того, как последовать совету писательницы, он унаследовал профессию отца — стал нотариусом, получив в 19 лет звание бакалавра. Роллина совершенно не видел себя в этой роли, уделяя всё больше времени музыке и поэзии, но отец имел на него огромное влияние, что делало выбор профессии очевидным.

### Основная биография
Оставаться в Шатору Роллина не хотелось, и вскоре после окончания университета, благодаря протекции Жорж Санд, молодой адвокат переехал в Париж, где стал служащим в отделе гражданского состояния мэрии VII округа. Работа не давала никакого статуса в обществе, зато позволяла жить в столице, не нуждаясь. Через несколько лет после приезда Морис женился на девушке Мари, завёл семью, а также опубликовал первый сборник стихов «На вересковых пустошах» («Dans les brandes», 1877), не получивший признания читателей.
Вместе с женой Морис поселился в самом центре Латинского квартала, на улице Сен-Жермен. Здесь он познакомился с многими собратьями по перу, а вскоре, увлечённый стилем жизни многих молодых французских литераторов тех лет, с головой окунулся в богемную жизнь, тем самым последовав примеру тогда уже знаменитого молодого писателя и изобретателя Шарля Кро. В 1878 году Роллина примкнул к обществу «Гидропатов» («Hydropathes»), основанному Эмилем Годо, а затем принял участие в создании кафе «Чёрный кот» в 1881 году. В этом кабаре, где несколько раз в неделю собирались талантливые писатели и музыканты Парижа, Роллина снискал славу прежде всего как исполнитель песен на стихи Шарля Бодлера, Леконта де Лиля и Оскара Уайльда. Но настоящая слава пришла к Морису в 1883 году, когда он выпустил свой знаменитый сборник стихов «Неврозы» («Les Névroses», 1883), навеянный творчеством Бодлера. Стихи «Неврозов» стали особенно популярны среди читающей публики после того, как Роллина пропел некоторые из них на свою же музыку в салоне Сары Бернар. Десять таких композиций вышли в свет под названием «Dix mélodies nouvelles». Роллина сразу стал популярен, но в целом жизнь у него не складывалась. Творческая интеллигенция Франции разделилась на два лагеря: одни считали его великим творцом, одарённым поэтом, талантливым музыкантом, другие называли лишь «маленьким Бодлером».
Вскоре начался кризис. От Мориса ушла жена. Переживая один тяжкий период за другим, он порывает с Латинским кварталом и возвращается на родину, в городок Фресселин, где проведёт остаток жизни с актрисой Сесиль Пуэтр (Cécile Pouettre), выступавшей в «Чёрном коте» под псевдонимом Мадам де Гурне. Следующий сборник стихотворений Роллина, «Бездна» («L’Abîme», 1886), содержит пессимистические размышления о человеческих пороках. В 1892 году в сборнике «Природа» («La Nature», 1892) Роллина вернулся к прежним сюжетам. Его стихи стали вновь появляться во французской прессе, хотя и крайне редко.

### Последние годы
Вскоре после переезда во Фресселин материальное положение Роллина ухудшилось. Он больше не работал, не получал гонорары за стихи. У него начались проблемы со здоровьем, его подруга стала употреблять наркотики. В конце августа 1903 года Сесиль покусала бешеная собака, от чего она вскоре умерла. Морис дважды пытался покончить с собой, но его отправили в психиатрическую клинику доктора Моро, где он скоропостижно скончался 26 октября. Его похоронили на кладбище в Шатору.

## Книги Роллина
- 1877 : «На вересковых пустошах» (Dans les brandes)
- 1883 : «Неврозы» (Les Névroses)
- 1886 : «Бездна» (L’Abîme)
- 1887 : Dix mélodies nouvelles
- 1892 : «Природа» (La Nature)
- 1893 : Le Livre de la nature
- 1896 : Les Apparitions
- 1898 : Ce que dit la Vie et ce que dit la Mort
- 1899 : Paysages et paysans
- 1903 : En errant, proses d’un solitaire

## Роллина в России
Стихи Роллина переводили на русский язык Валерий Брюсов, Иннокентий Анненский, Бенедикт Лившиц, Георгий Шенгели. В 2012 году вышел первый полный русский перевод «Неврозов» Роллина, среди переводчиков — Б. Булаев, В. Васильев, Е. Витковский, Ю. Лифшиц, Ю. Лукач, Д. Манин, Я. Старцев, А. Триандафилиди.